# 小畑健
小畑 健（おばた たけし、1969年2月11日 - ）は、日本の漫画家・イラストレーター。新潟県新潟市出身。血液型はAB型。
1985年、「500光年の神話」で手塚賞準入選。高校2年時（1986年）に投稿し佳作入賞した『CYBORGじいちゃんG』で、1989年に連載デビュー（当時は土方茂名義）。その後は主に漫画原作者と組んで活動している。代表作に『ヒカルの碁』・『DEATH NOTE』など。
『ヒカルの碁』で2000年に第45回小学館漫画賞、2003年に第7回手塚治虫文化賞新生賞受賞。日本棋院から第33回大倉喜七郎賞を受賞。また、『DEATH NOTE』は2006年に日本のメディア芸術100選マンガ部門入賞。

## 来歴
新潟県立新潟東高等学校卒。1985年、「500光年の神話」で第30回手塚賞準入選。17歳でデビューし高校生の頃から絵が上手かったとよく編集者から言われている。
手塚賞を受賞した際に審査員から絵は上手いがストーリーがいまいちと言われ、同級生に相談したところ原作者を別にしたらどうだと提案される。(後にこのエピソードをバクマンに書いている)
漫画家次原隆二
、にわのまことの下でアシスタント経験を積んだ後（当時から、にわのより「若いのに絵がムチャクチャうまい」と絶賛されている）、1989年に『週刊少年ジャンプ』連載のギャグ漫画「CYBORGじいちゃんG」でデビュー。
デビュー当時は土方茂（ひじかた しげる）と名乗っていた。1991年連載の『魔神冒険譚ランプ･ランプ』（泉藤進原作）より「小畑健」に改名し、以降はほとんどのマンガ作品において「漫画原作者」と組んで活動をしている。
漫画業界において非常に高い評価を得ている反面で、「当たり外れの激しい作家」でもあり、コミックス数巻ほどで打ち切りとなった作品も少なくない。しかし、「3回打ち切りになるとジャンプでは書けなくなる」と言われる週刊少年ジャンプで生き残ってきた。
『ヒカルの碁』（1998年 - 2003年、ほったゆみ原作）、『DEATH NOTE』（2003年 - 2006年、大場つぐみ原作）、『バクマン。』（2008年 - 2012年、大場つぐみ原作）、『プラチナエンド』（2015年 - 2021年、大場つぐみ原作）は何れもTVアニメ化。また『DEATH NOTE』と『バクマン。』は実写映画も製作された。
非常に筆が速く、週刊連載と並行して様々なイラストを発表している。
2005年にはテレビゲーム『義経紀』のキャラクターデザインを担当。2006年『DEATH NOTE』実写映画化に伴い、映画挿入歌のCDジャケットイラストなども手がけている。2007年に表紙イラストを手がけた太宰治の小説『人間失格』（集英社文庫）は古典的な作品としては異例の売り上げを記録した。

## 人物
担当する連載漫画の特徴として、『人形草紙あやつり左近』以降から『BLUE DRAGON ラルΩグラド』に至る全ての作品が、「主人公の少年+非人間」という人物設定を採っていた。「ヒカルの碁」以降は漫画家やイラストレーターのほかに絵師と呼ばれることが多い。
好きなアニメは『妖獣都市』、映画は『エクソシスト』。話より絵だけ観ているところもあり、ジャンルとしてはロードムービーを好む。

## 交流
2000年、美術出版社『Comickers』春号にて、友人である田島昭宇、浅田弘幸と共に「水瓶3（みずがめすりー）」というユニットを結成、一時期『Comickers』を中心にイラストや短編作品などを制作していた。ユニット名は、誕生日が近く3人とも水瓶座であることから。
また、2008年に浅田弘幸の作品の「テガミバチ」の3人それぞれの個性を生かして描いた三大絵師ポスターを発表し、浅田弘幸は「小畑くんのは激キャワ」と自身のブログで語っている。
森田まさのりとは「森やん」「畑やん」と呼び合うほどの親しい仲。2007年の読み切り「HELLO BABY」掲載時に対談を行なった際、野球漫画だけは森田の『ROOKIES』の完成度が高くて手が出せない、と語っている。また作画力の高さでも森田に敬意を示していた。

## 作品リスト

### 漫画
- CYBORGじいちゃんG（1989年連載、週刊少年ジャンプ、連載時・旧版では土方茂名義）
  - CYBORGじいちゃんG（1988年掲載・読切、週刊少年ジャンプ）
  - CYBORGじいちゃんG（1987年掲載・読切、週刊少年ジャンプ増刊オータムスペシャル）
  - ロングシュート（1988年掲載・読切、週刊少年ジャンプ増刊サマースペシャル）
- 魔神冒険譚（アラビアン）ランプ・ランプ（1991年 - 1992年連載、原作：泉藤進）
  - 出てきておく霊!守太郎くん（1990年掲載・読切、週刊少年ジャンプ）
- 力人伝説 -鬼を継ぐもの-（1992年 - 1993年連載、週刊少年ジャンプ、原作：宮崎まさる、企画協力：光商会）
  - 夢幻導士 -DREAM MASTER-（1993年掲載・読切、週刊少年ジャンプ）
  - 500光年の神話（1986年掲載・読切、週刊少年ジャンプ増刊スプリングスペシャル）
- 人形草紙あやつり左近（1995年 - 1996年連載、週刊少年ジャンプ、原作：写楽麿）
  - 人形草紙あやつり左近（読切、週刊少年ジャンプ増刊スプリングスペシャル）
  - 人形草紙あやつり左近（1996年掲載、週刊少年ジャンプ)
- GANJIN (週刊少年ジャンプ1996年31号)
- 竜胆坂もののけ堂（1997年掲載、週刊少年ジャンプ)
- ヒカルの碁（1998年 - 2003年連載、週刊少年ジャンプ、原作：ほったゆみ、監修：梅沢由香里）
- Lust For Life（2002年、ムック「Adidas MANGA FEVER」、「田島昭宇×浅田弘幸×小畑健」名義）
- はじめ（2003年掲載、週刊少年ジャンプ、前後編の読切、原作：乙一）
- DEATH NOTE（2003年 - 2006年連載、週刊少年ジャンプ、原作：大場つぐみ）
  - DEATH NOTE（2003年掲載・読切、週刊少年ジャンプ）
  - DEATH NOTE 特別編（2008年掲載、週刊少年ジャンプ）
  - DEATH NOTE 特別読切（2020年掲載、ジャンプスクエア）
- ボボボーボ・ボーボボ 153話（2004年、『週刊少年ジャンプ』内の特別企画「ジャンプ・イン・ジャンプ」で掲載、原作：澤井啓夫）
- BLUE DRAGON ラルΩグラド（2006年 - 2007年連載、週刊少年ジャンプ、原作：鷹野常雄）
- HELLO BABY（2007年掲載、ジャンプスクエア創刊記念特別読切、原作：森田まさのり）
- タイロケリポートマンガ（2008年掲載）
- L FILE No.15（2008年掲載、原作：大場つぐみ）
- うろおぼえウロボロス!（2008年掲載、週刊少年ジャンプ、原作：西尾維新）
- バクマン。（2008年 - 2012年連載、週刊少年ジャンプ、原作：大場つぐみ）
- All You Need Is Kill（2014年集中連載、週刊ヤングジャンプ、原作：桜坂洋、キャラクター原案：安倍吉俊、構成：竹内良輔）
- RKD－EK9（2014年掲載・読切、ジャンプスクエア、原作：西尾維新。後は「大斬―オオギリ―」に収録、全1冊、2015年4月3日初版発行）[9]
- 学糾法廷（2014年 - 2015年連載、週刊少年ジャンプ、原作：榎伸晃）
- プラチナエンド（2015年 - 2021年、ジャンプスクエア、原作：大場つぐみ）[10]
- ショーハショーテン!（2021年 - 2025年、ジャンプスクエア、原作：浅倉秋成）[11][12]

### 表紙絵・挿絵
- F先生のポケット（作：乙一）ノベルスマガジン「ファウスト」Vol.2に掲載
- 狂科学ハンターREIシリーズ（作：中里融司）
- 小説 人形草紙あやつり左近（作：山田隆司）
- 完殺者真魅（ジェノサイダーマミ）シリーズ（作：鳴海丈）
- ヒカルの碁（作：横手美智子）
  - ヒカルの碁 -Boy Meets Ghost
  - ヒカルの碁 -KAIO vs.HAZE
- 「そして彼女は」シリーズ（作：松原真琴）
- メタフィジカル・マルチまがい（作：滝本竜彦）「九龍（クーロン）」Vol.6に掲載
- 窓に吹く風（作：乙一）ノベルスマガジン「ファウスト」Vol.6に掲載
- 小説 義経紀（作：黒田愛実）
- DEATH NOTE アナザーノート ロサンゼルスBB連続殺人事件（作：西尾維新）
- 魔界都市ブルース10 幻舞の章（作：菊地秀行）
- 妖怪変化 京極堂トリビュート（作：あさのあつこ、西尾維新、原田眞人ら）
- L change the WorLd（作:M）
- 薔薇十字探偵（作：京極夏彦）
- 姑獲鳥の夏（作：京極夏彦、講談社文庫2009年ミステリーズフェア版）
- 新しい太陽の書 シリーズ（ジーン・ウルフ・著/岡部宏之・訳、ハヤカワ文庫）
- 青い文学シリーズ（集英社文庫）
  - 人間失格（作：太宰治、集英社文庫2007年度版）
  - 地獄変（作：芥川龍之介、集英社文庫2008年度版）
  - こころ（作：夏目漱石、集英社文庫2008年度版）
- 青少年のための小説入門（作：久保寺健彦）
- 角川まんが学習シリーズ 「日本の歴史」 - 5巻：いざ、鎌倉 - （KADOKAWA[13]）

### その他
- ゲーム「ヒカルの碁シリーズ」（コナミデジタルエンタテインメント ゲームボーイアドバンス、PlayStation、ニンテンドー ゲームキューブ)キャラクターデザイン担当
- 「多重人格探偵サイコ特別編集版」 ゲストイラスト（モーニングコング。名義、原作：大塚英志、田島昭宇）
- 「新世紀エヴァンゲリオン エヴァアンソロジー」 ゲストイラスト（2004年掲載、原作：ガイナックス、貞本義行）
- 「KAWADE夢ムック 文藝別冊 菊地秀行」 表紙担当
- 「KAWADE夢ムック 文藝別冊 庵野秀明」
- ゲーム「義経紀」（2005年 バンプレスト PlayStation 2） キャラクターデザイン担当
- ケロロ軍曹 トリビュート作品（2005年掲載、原作：吉崎観音）
  - 「ケロロ軍曹」の公式ガイドブック「ケロロ軍曹 11.5巻」で掲載
- CD「真夏の夜のユメ DEATH NOTE SPECIAL EDITION」ジャケットイラスト（スガシカオ・映画『DEATH NOTE』挿入歌）
- CD「DEATH NOTE TRIBUTE」ジャケットイラスト（『DEATH NOTE』関連作品全体のトリビュート・アルバム）
- CD「The songs for DEATH NOTE the movie 〜the Last name TRIBUTE〜」ジャケットイラスト（映画『デスノート the Last name』のトリビュート・アルバム）
- こちら葛飾区亀有公園前派出所 1ページトリビュート漫画（2006年掲載、原作：秋本治）
  - 「こちら葛飾区亀有公園前派出所」の連載30周年特別企画「超こち亀」で掲載
- ゲーム「DEATH NOTEシリーズ」（2007年 - 2008年 コナミデジタルエンタテインメント ニンテンドーDS） キャラクターデザイン担当
- ゲーム「悪魔城ドラキュラ ジャッジメント」（2009年 コナミデジタルエンタテインメント） キャラクターデザイン担当
- 画集「藤田和日郎魂」（2009年 小学館） メッセージ寄稿
- アニメ「バクマン。」（2010年 - 2011年、NHK） 劇中漫画作画
- アニメ「バクマン。2」（2011年 - 2012年、NHK） 劇中漫画作画
- アニメ「バクマン。3」（2012年 - 2013年、NHK） 劇中漫画作画
- 「ジョジョ」連載25周年紀念 特別寄稿（2012年）
- 映画「バクマン。」主題歌（2015年）サカナクション「新宝島」ジャケットカバーイラストデザイン[14]
- アニメ「バブル」（2022年）キャラクターデザイン原案[15]

### 画集
- 彩―ヒカルの碁イラスト集（2002年4月発売）
- blanc et noir（2006年5月31日発売）
- 映画バクマン。 小畑健イラストワークス（2015年10月2日発売）

## 個展
2018年末、2019年7月13日から8月12日にかけて『小畑健展 NEVER COMPLETE』が開催されることが発表された。小畑の画業30周年を記念したものであり、初の個展である。主催者は集英社と朝日新聞社。会場は全国巡回を展開しており、東京会場・アーツ千代田 3331、同年9月より新潟会場・新潟市マンガ・アニメ情報館。2020年には大阪・大丸ミュージアムでの開催が決定（順次開催会場は追加される予定）。本展では、1万5千枚を超えるアーカイブの中から厳選された原画を中心に展示されている。原画や原稿を直接手に取り鑑賞する「額縁のない原画鑑賞会」と称した特別イベントも催された（期間限定。イベント券を購入者のみ。手袋着用）。

会期中は小畑自らが会場に出向き、設置されたブースで来館者が見守る中、本展のための創作描きおろし「NEVER COMPLETE」の制作を進行。その作画の様子をライブドローイングとしてYouTubeジャンプSQ公式チャンネルで生配信。また、来場者のリクエストに応えて新たなイラストを描き下ろして展示するなどファンサービスに努めている。

## 関連人物

### アシスタント
和月伸宏
『CYBORGじいちゃんG』を読んだ事をきっかけとして和月が小畑を心の師匠と仰ぎ、和月の望みによりアシスタントに加入。『魔神冒険譚ランプ・ランプ』（1991年 - 1992年）と『力人伝説 -鬼を継ぐもの-』（1992年 - 1993年）の2作品に参加。和月は一番好きな作家に小畑を、影響を受けた作品に「小畑健先生の一連の作品」を挙げている。
ひのき一志
矢吹健太朗
『ヒカルの碁』（1998年 - 2003年）の第7話くらいまでにアシスタントとして参加。
村田雄介
西義之
矢口岳
安藤英